# Tarik Aziz
Tarik Aziz (arab. ‏طارق عزيز‎), wł. Michail Juhanna (aram. ‏ܡܝܟܐܝܠ ܝܘܚܢܢ‎) (ur. 28 kwietnia 1936 w Tall Kajf, zm. 5 czerwca 2015 w An-Nasirijji) – iracki polityk, dyplomata, wicepremier w obalonym wiosną 2003 w wyniku inwazji wojsk USA rządzie Iraku, bliski współpracownik Saddama Husajna.

## Życiorys
Pochodził z ubogiej rodziny Chaldejczyków (irackich chrześcijan). Ukończył studia w zakresie literatury angielskiej na Uniwersytecie Bagdadzkim. Blisko współpracował z Saddamem Husajnem w irackiej partii Baas jeszcze przed tym, gdy w lipcu 1968 na trwałe przejęła ona władzę w kraju drogą zamachu stanu. Po przewrocie został ministrem spraw zagranicznych Iraku. Był ponadto redaktorem naczelnym głównego organu prasowego partii, pisma „Rewolucja” oraz publicystą innych tytułów partyjnej prasy.
W 1974 wszedł do Przywództwa Regionalnego irackiej partii Baas, zaś trzy lata później został dokooptowany do Rady Dowództwa Rewolucji. Był ministrem informacji w trzech kolejnych gabinetach Ahmada Hasana al-Bakra. Od 1979 był także wicepremierem Iraku. Jako minister spraw zagranicznych Iraku odegrał znaczącą rolę w zacieśnianiu współpracy iracko-radzieckiej oraz w uzyskaniu poparcia Stanów Zjednoczonych dla Bagdadu podczas wojny iracko-irańskiej. W 1980 był celem nieudanego zamachu zorganizowanego przez tajne stowarzyszenie antyrządowe Zew Islamu. Związany z organizacją zamachowiec usiłował zabić go, gdy Aziz odwiedzał Uniwersytet Mustansirijja w Bagdadzie. Minister wyszedł z ataku bez szwanku, zginęło natomiast kilku studentów.
Podczas wojny w Zatoce, nadal będąc ministrem spraw zagranicznych, należał do najściślejszego kręgu doradców Saddama Husajna. W styczniu 1991 reprezentował Irak podczas zakończonych niepowodzeniem negocjacji z Jamesem Bakerem, sekretarzem stanu USA, po agresji Iraku na Kuwejt
14 lutego 2003, krótko przed amerykańską inwazją na Irak, został przyjęty w Watykanie przez papieża Jana Pawła II. Wizyta w Watykanie była częścią podjętej przez niego nieudanej kampanii budowania międzynarodowego sprzeciwu wobec planowanej przez USA inwazji na Irak.
W marcu 2003 pojawiły się informacje, że Aziz został zastrzelony w czasie próby przedostania się do kurdyjskiej części Iraku, co szybko zdementowano; były wicepremier dobrowolnie oddał się w ręce amerykańskie w kwietniu 2003.
24 maja 2006 roku zeznawał jako jeden ze świadków w procesie Saddama Husajna, po czym ponownie zniknął.
29 kwietnia 2008 roku rozpoczął się jego proces; został współoskarżonym o mord sądowy. W 1992 roku w czasie kryzysu aresztowano, osądzono, skazano i natychmiast wykonano wyrok śmierci na 42 handlarzach. Oskarżono ich o spekulacje cenami żywności. Proces zakończył się wyrokiem piętnastu lat pozbawienia wolności. Następnie Aziz został skazany na siedem lat pozbawienia wolności za udział w przesiedleniach ludności kurdyjskiej.
Aziz stanął następnie przed sądem po raz trzeci, oskarżony o „prześladowanie partii religijnych”, i 26 października 2010 został skazany na karę śmierci przez powieszenie. Razem z nim skazano na śmierć byłego ministra spraw wewnętrznych Saduna Szakira i byłego sekretarza Saddama Husajna Abida al-Hamida Mahmuda. Aziza uznano za winnego ponad tysiąca pozasądowych egzekucji członków organizacji Zew Islamu. Obrońca Aziza określił wyrok jako „motywowany politycznie”. 17 listopada 2010 iracki prezydent, Dżalal Talabani zapowiedział jednak, że nie podpisze zgody na egzekucję.
Aziz zmarł w 2015 w szpitalu w An-Nasirijji.